# Catasetum quadridens
Catasetum quadridens es una especie de orquídea epifita, originaria de Sudamérica.

## Descripción
Es una especie de orquídea de tamaño mediano que prefiere el clima cálido,  epifita  con pseudobulbos  oblongo-fusiformes envueltos por vainas  que llevan hojas oblongas, agudas y plegadas. Florece en una inflorescencia erecta con varias flores.

## Distribución y hábitat
Se encuentra en el Río Amazonas en Brasil.

## Taxonomía
Catasetum quadridens fue descrito por Robert Allen Rolfe y publicado en Bulletin of Miscellaneous Information Kew 149. 1901.
Etimología
Ver: Catasetum
quadridens: epíteto latino que significa "con cuatro dientes".